# Heumann-Synthese
Die Heumann-Synthese (auch Heumannsche Indigosynthesen) beschreibt die synthetische Darstellung von Indigo. Ausgehend von Anilin bzw. Anthranilsäure entwickelte der deutsche Chemiker Karl Heumann zwei Synthesevarianten, welche die Grundlage der ersten großtechnischen Indigoherstellung (1897) bildeten.

## Erste Heumann-Synthese
Die erste Variante zur Synthese von Indigo wurde 1890 entwickelt.
Im ersten Schritt wird Anilin (1) mit Chloressigsäure (2) zu N-Phenylglycin (3) umgesetzt. In einer Kaliumhydroxid-Schmelze bei 300° C erfolgt die Cyclisierung zum Indoxyl (4), welches mit Sauerstoff in alkalischer Lösung zu Indigo (5) oxidiert wird. Kritischer Punkt bei dieser Synthesevariante ist die hohe Temperatur, die für die Cyclisierung benötigt wird. Da sich bei diesen Bedingungen das Phenylglycin teilweise zersetzt, ist die Ausbeute unbefriedigend.
Dieser Syntheseweg konnte 1901 durch eine Modifikation von Johannes Pfleger deutlich verbessert werden. Durch die Verwendung von Natriumamid wird der Ringschluss bei milderen Bedingungen (180–200 °C) ermöglicht. Aktuelle großtechnische Indigo-Synthesen basieren auf dieser Heumann-Pfleger-Synthese.

## Zweite Heumann-Synthese
Die schlechten Ausbeuten der ersten Indigo-Synthese nach Heumann konnte durch Verwendung von Anthranilsäure (1) verbessert werden.
Analog der ersten Synthesevariante erhält man durch die Umsetzung mit Chloressigsäure (2) die entsprechende Phenylglycin-o-carbonsäure (3), die man in einer Kaliumhydroxidschmelze zu 2-Indoxylcarbonsäure (4) umwandelt. Beim Erwärmen wird Kohlenstoffdioxid abgespaltet und das Indoxyl (5) kann wiederum zum Indigo (6) oxidiert werden. Nach dieser Synthesevariante wurde 1897 erstmals Indigo großtechnisch bei der BASF hergestellt.